# Lilienfeldi járás
A Lilienfeldi járás Ausztriában, Alsó-Ausztria tartományban található. Lilienfeldi járás Badeni, Sankt Pölten-Land, Bécsújhelyvidéki, Neunkircheni, Bruck-mürzzuschlagi és Scheibbs-i járásokkal határos. Lakosainak száma 25 818 fő (2019. január 1.).

## A járáshoz tartozó települések
- Annaberg
- Eschenau
- Hainfeld
- Hohenberg
- Kaumberg
- Kleinzell
- Lilienfeld
- Mitterbach am Erlaufsee
- Ramsau
- Rohrbach an der Gölsen
- Sankt Aegyd am Neuwalde
- Sankt Veit an der Gölsen
- Traisen
- Türnitz